# Hải Bột Loan
Hải Bột Loan (giản thể: 海勃湾区; phồn thể: 海勃灣區; bính âm: Hǎibówān Qū) là một khu (quận) của thành phố Ô Hải, khu tự trị Nội Mông Cổ, Trung Quốc.

## Hành chính
Hải Bột Loan được chia ra làm 7 đơn vị hành chính cấp hương gồm 6 nhai đạo và 1 trấn. Ngoài ra quận này còn quản lí 1 đơn vị ngang cấp hương khác.
- Nhai đạo: Phượng Hoàng Lĩnh (凤凰岭街道), Hải Bắc (海北街道), Tân Hoa (新华街道), Tân Hoa Tây (新华西街道), Tân Hà (滨河街道), Lâm Ấm (林荫街道)
- Trấn: Thiên Lý Sơn (千里山镇)

Đơn vị ngang cấp hương khác
- Khu công nghiệp Thiên Lý Sơn (乌海市海勃湾千里山工业园区)